# Rio Câlnău (Buzău)
O Rio Câlnău é um rio da Romênia, afluente do Rio Buzău, localizado no distrito de Buzău.